# Julija Pajewśka
Julija Heorhijiwna Pajewśka, ps. Tajra, ukr. Юлія Георгіївна Паєвська (ur. 19 grudnia 1968 w Kijowie) – ukraińska sanitariuszka. 

## Życiorys
Urodziła się w Kijowie na Ukrainie i była wychowywana przez swojego dziadka, Kostiantyna Czubukowa, który służył jako oficer wywiadu w radzieckich siłach powietrznych podczas II wojny światowej i przeżył oblężenie Leningradu. Czubukow został odznaczony m.in. Orderem Lenina i Orderem Czerwonego Sztandaru. Po przejściu na emeryturę w latach pięćdziesiątych Czubukow przeniósł się do Kijowa i zbudował dom, w którym urodziły się jego dzieci i wnuki. Pajewśka jako małe dziecko zainteresowała się medycyną i pracowała pod okiem swojej szkolnej pielęgniarki, dawnej sanitariuszki podczas II wojny światowej, która nauczyła Pajewśką, jak przygotowywać i zakładać bandaże i opaski uciskowe.

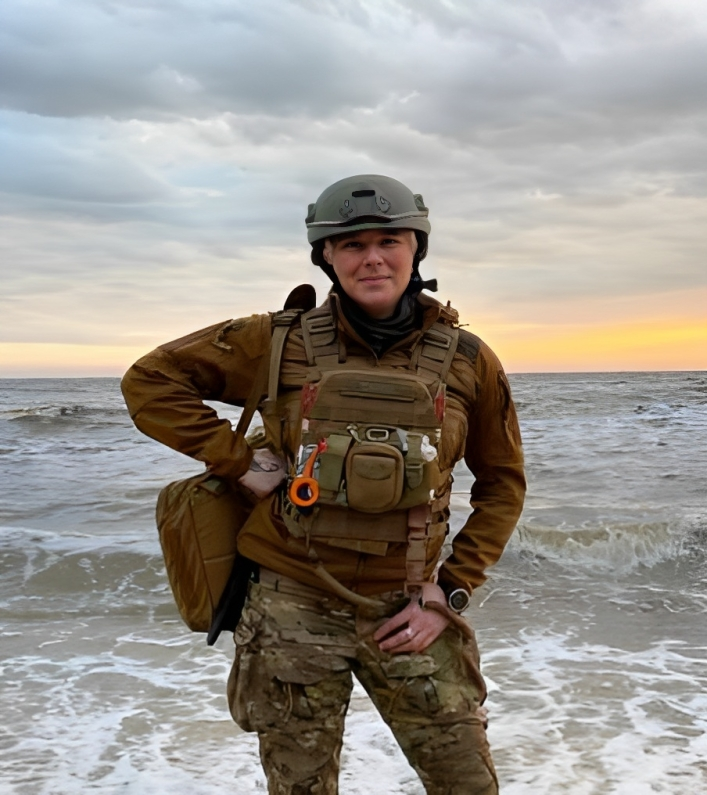

Zajmowała się ceramiką i pracowała jako projektantka. Miała również 20-letnie doświadczenie jako trener aikido i była prezesem Federacji Aikido „Mutokukai-Ukraina”. Praca Pajewśkiej jako trenera aikido doprowadziła ją do podjęcia studiów medycznych, ponieważ jej zdaniem sport i kontuzje są nierozłączne.

### Wojna i „Anioły Tajry”
W 2013 roku dołączyła do Euromajdanu jako sanitariuszka, gdzie przyjęła pseudonim „Tajra”. Zaczęła od zapewnienia opieki medycznej rannym protestującym na ulicy Hruszewskiego w jej rodzinnym Kijowie. Postanowiła współpracować z innymi ochotnikami. Rozpoczęła naukę medycyny taktycznej najpierw na poligonach wojskowych, a później na froncie.
Po wybuchu wojny rosyjsko-ukraińskiej w 2014 roku Pajewśka służyła ochotniczko jako sanitariuszka i instruktorka we wschodnim Donbasie, gdzie pozostała do 2018 roku. Pracowała jako łącznik między cywilami a wojskiem w miastach na pierwszej linii, w których brakowało personelu medycznego. W swoim pierwszym roku w Donbasie utworzyła ochotniczy korpus pogotowia ratunkowego, który leczył zarówno ofiary cywilne, jak i wojskowe. Zyskał on przydomek „Anioły Tajry”. Pajewśkiej przypisuje się wyszkolenie ponad 100 medyków, a „Aniołom Tajry” - uratowanie setek rannych cywilów i personelu wojskowego ze wszystkich stron konfliktu.
W 2017 roku wystąpiła w Invisible Battalion, filmie dokumentalnym o sześciu kobietach walczących w wojnie rosyjsko-ukraińskiej w Donbasie.
W 2018 roku wstąpiła do armii ukraińskiej. Jej jednostka została wysłana do Mariupola, gdzie dowodziła 61. szpitalem mobilnym. Pajewśka została zdemobilizowana z ukraińskiego wojska w 2020 roku, ale wraz z „Aniołami” nadal tam pracowała jako ochotnik medyczny.
W styczniu 2019 roku David Gauvey Herbert opowiadał o Pajewśkiej dla Bloomberg News. Poinformował, że była członkiem Prawego Sektora, jednak opuściła go w wyniku walk wewnętrznych.
W 2021 roku Pajewśka otrzymała kamerę (BWV), aby wziąć udział w serialu dokumentalnym o inspirujących ludziach, produkowanym przez księcia Harry'ego. Za pomocą kamery dokumentowała rannych cywilów i żołnierzy w Mariupolu. Między 6 lutego 2022 a 10 marca 2022 roku nagrała 256 gigabajtów wideo na karcie danych. Film pokazuje Tajrę i jej „Anioły” udzielające pomocy medycznej ukraińskim cywilom, a także rosyjskim żołnierzom podczas oblężenia Mariupola. 15 marca Pajewśka, za pośrednictwem policjanta, przekazała kartę danych reporterom Associated Press, którzy przemycili ją przez 15 rosyjskich punktów kontrolnych z Mariupola na terytorium kontrolowane przez Ukrainę.

### W niewoli rosyjskiej
Dnia 16 marca 2022 roku, jak relacjonowała córka kobiety, Pajewśka i kierowca jej karetki pogotowia poruszali się korytarzem humanitarnym, aby pomóc w akcjach ratunkowych po nalocie na teatr w Mariupolu. Zatrzymali się, by opatrzyć uciekającego rannego cywila i zostali schwytani przez rosyjskich żołnierzy. Dnia 21 marca 2022 roku rosyjska stacja informacyjna ogłosiła schwytanie Pajewśkiej i wyemitowała wideo, na którym kobieta, „oszołomiona i wynędzniała” czyta przygotowane oświadczenie wzywające do zakończenia walk. Występowała w rosyjskiej sieci NTV i sieciach telewizyjnych w separatystycznym obwodzie donieckim, skuta kajdankami i posiniaczona na twarzy. Rosja wykorzystywała Pajewśką w propagandowych filmach i fałszywie przedstawiała ją jako sprawczynię zbrodni, związaną z „nazistami” i z batalionem Azow (z którym jej oddział medyczny nie miał związku).
Rząd Ukrainy próbował doprowadzić do uwolnienia Pajewśkiej w ramach wymiany więźniów, ale Rosja początkowo odrzuciła te prośby, zaprzeczając, by kobieta nadal przebywała w niewoli. Zwolennicy Pajewśkiej opowiadający się za jej uwolnieniem rozpoczęli kampanię hashtagową „#SaveTaira”.
Dnia 17 czerwca 2022 roku prezydent Ukrainy Wołodymyr Zełenski ogłosił w jednym ze swoich przemówień wideo uwolnienie sanitariuszki. Następnego dnia Pajewśka podziękowała Zełenskiemu za doprowadzenie do jej zwolnienia. W swoim oświadczeniu powiedziała, że ukraińscy jeńcy wojenni byli przetrzymywani w strasznych warunkach, podobnych do hitlerowskich obozów koncentracyjnych. Stwierdziła, iż odmawiano im jakichkolwiek informacji o ich rodzinach, leczeniu, paczkach żywnościowych. Więźniowie wierzyli, że Ukraina przestała istnieć jako niepodległe państwo.
Dnia 15 września 2022 roku wystąpiła przed Komisją Bezpieczeństwa i Współpracy w Europie, aby opowiedzieć o torturach, których sama doświadczyła i jakich była świadkiem.

## Odznaczenia i nagrody
W 2022 roku trafiła na listę 100 najbardziej inspirujących kobiet na świecie według BBC. Dnia 8 marca 2023 roku otrzymała Międzynarodową Nagrodę dla Kobiet Niezwykłej Odwagi. Odbierając nagrodę powiedziała, że uważa, że jest to nagroda dla wszystkich Ukrainek, które są masowo zaangażowane w obronę kraju przed rosyjską napaścią.